# Lukas Droppa
Lukas Droppa (Uherské Hradiště, República Checa; 22 de abril de 1989) es un futbolista eslovaco. Juega de centrocampista y su equipo actual es el Gaz Metan Mediaș de la Liga I.

## Trayectoria
El 13 de julio de 2016, firmó un contrato de dos años con el equipo ruso del Tom Tomsk . El 21 de enero de 2017, se marchó a Turquía, se hizo oficial su llegada al  Bandırmaspor de segunda división. El 26 de junio de 2019, Droppa dejó el Shakhter Karagandy para firmar por el equipo rumano del Gaz Metan Medias.

## Selección nacional
Droppa recibió su primera llamada con la selección absoluta de la República Checa para las eliminatorias de la Copa Mundial de la FIFA 2018 contra Alemania y Azerbaiyán en octubre de 2016.

## Clubes
| Club               | País            | Año               |
| ------------------ | --------------- | ----------------- |
| Sparta Praga II    | República Checa | 2008 - 2011       |
| Vlašim             | República Checa | 2011              |
| Baník Ostrava      | República Checa | 2011 - 2014       |
| Śląsk Wrocław      | Polonia         | 2014 - 2015       |
| Pandurii Târgu Jiu | Rumania         | 2015 - 2016       |
| Tom Tomsk          | Rusia           | 2016              |
| Bandırmaspor       | Turquía         | 2017              |
| Slovan Bratislava  | Eslovaquia      | 2017 - 2018       |
| Shakhter Karagandy | Kazajistán      | 2018 - 2019       |
| Gaz Metan Mediaș   | Rumania         | 2019 - actualidad |